# Cecelia Ahern
Cecelia Ahern (Dublino, 30 settembre 1981) è una scrittrice irlandese, laureata in giornalismo e comunicazione.

## Biografia
È figlia dell'ex primo ministro irlandese Bertie Ahern, e sua sorella, Georgina, è sposata con Nicky Byrne, membro del gruppo pop irlandese Westlife. Cecilia ha sposato David Keoghan il 12 giugno 2010 nella città irlandese di Celbridge. È madre di due figli.

### Carriera
Ha scritto il suo primo romanzo, P.S. I love you, a soli 20 anni. È divenuto un bestseller in brevissimo tempo ed è stato tradotto in oltre 50 paesi. Ben presto la Warner Bros. ne ha acquistato i diritti per farne un film, uscito nei cinema italiani il 1º febbraio 2008 col titolo P.S. I Love You, e che vede protagonisti Hilary Swank e Gerard Butler. Nel 2014, invece, è uscito il film tratto da Scrivimi ancora, il secondo omonimo romanzo di Cecelia. Nello stesso anno escono, per l'emittente tedesca ZDF, il primo film da lei scritto, Cecelia Ahern - Zwischen Himmel und Hier, in Italia trasmesso con il titolo Cecelia Ahern - I fiori del destino, e il film Cecelia Ahern - Mein ganzes halbes Leben, in forma di sequel del precedente, in Italia trasmesso come Cecelia Ahern - Il ponte delle speranze e liberamente ispirato al suo terzo romanzo Se tu mi vedessi ora. Nel 2016 la scrittrice pubblica il suo primo libro della duologia Flawed destinato ad un pubblico young adult. 
Oltre ad aver pubblicato diversi romanzi, ha scritto alcuni brevi racconti, destinando il ricavato delle vendite in opere di beneficenza. Ha prodotto la serie TV Samantha chi?, con Christina Applegate, trasmessa dall'emittente americana ABC.

## Opere
- Scrivimi ancora, 2004 (Where Rainbows End, 2004)
- Se tu mi vedessi ora, 2005 (If You Could See Me Now, 2005)
- Un posto chiamato Qui, 2006 (A Place Called Here, 2006)
- Grazie dei ricordi, 2008 (Thanks For The Memories, 2008)
- Il dono, 2008 (The Gift, 2008)
- Il libro del domani, 2010 (The Book of Tomorrow, 2009)
- Girl in the Mirror / The Memory Maker (racconto breve) (2010)
- Cose che avrei preferito non dire, 2012 (The Time of my Life, 2011)
- I cento nomi, 2013 (One Hundred Names, 2012)
- Innamorarsi. Istruzioni per l'uso, 2015 (How to Fall in Love, 2013)
- Da quando ti ho incontrato, 2016 (The Year I Met You, 2014)
- La Menzogna, 2017 (The Marble Collector, 2015)
- Quello che il cielo non ha, 2018 (Lyrebird, 2016)
- Freckles, 2021 (Inedito, settembre 2021)

### P.S. I love you
- P.S. I love you, 2004 (P.S. I Love You, 2004)
- Il club P.S. I love you, 2019 (Postscript, 2019)

### Flawed Series
- Flawed. Gli imperfetti, 2016 (Flawed, 2016)
- Flawed. Il momento della scelta, 2018 (Perfect, 2017)